# Peter Lötscher
Peter Lötscher né le 4 février 1941 à Bâle et mort le 25 octobre 2017 est un escrimeur et maître d'armes suisse. Il a gagné une médaille d'argent par équipe (épée) aux Jeux olympiques de Munich en 1972.

## Palmarès
- Jeux olympiques :
  -  médaille d'argent par équipe aux Jeux olympiques de Munich en 1972[2]

- Championnats du monde d'escrime :
  -  médaille de bronze par équipe aux Championnats du monde d'escrime 1970 à Ankara